# Aeroporto di Caxias do Sul
L'aeroporto Hugo Cantergiani (in portoghese Aeroporto Hugo Cantergiani) è un aeroporto brasiliano che serve la città di Caxias do Sul, nello stato del Rio Grande do Sul. 
È il secondo aeroporto più trafficato del Rio Grande do Sul ed è una delle principali porte d'accesso della regione montuosa della Serra Gaúcha.

## Storia
L'aeroporto è stato inaugurato il 1º marzo 1941.
Nel 1972, con l'intento di accogliere il Presidente de facto Médici, la pista di 1.500 metri fu asfaltata.